# Емельянов, Станислав Валерьевич
Емелья́нов Станисла́в Вале́рьевич (род. 23 октября 1990, Саранск) — российский легкоатлет.

## Спортивные достижения
| Год  | Турнир                         | Место проведения   | Место   |
| ---- | ------------------------------ | ------------------ | ------- |
| 2007 | Чемпионат мира среди юношей    | Острава, Чехия     | 1-е     |
| 2008 | Чемпионат мира среди юниоров   | Быдгощ, Польша     | 1-е     |
| 2009 | Чемпионат Европы среди юниоров | Нови-Сад, Сербия   | 1-е     |
| 2010 | Чемпионат Европы               | Барселона, Испания | 1-е, DQ |
| 2011 | Кубок Европы                   | Ольян, Португалия  | 1-е     |
| 2011 | Чемпионат мира                 | Тэгу, Южная Корея  | 5-е     |

### Допинг-скандал
Дисквалифицирован за применение и попытку применения запрещённых препаратов. Чемпионский результат 2010 года аннулирован. В 2015 году признан невиновным в нарушении антидопинговой политики. В июне Станислав получил обвинение в употреблении эритропоэтина (ЭПО), но вскрытие пробы Б оправдало спортсмена.
7 апреля 2017 года Спортивный арбитражный суд (CAS) дисквалифицировал на восемь лет Станислава Емельянова за нарушение антидопинговых правил. Помимо этого были аннулированы все результаты спортсмена с 2 июня 2015 года.

## Награды и звания

Чебоксары, Чемпионат России 2015, Емельянов — вице-чемпион

- Мастер спорта международного класса

## Интервью с С. Емельяновым
- Емельянов: хорошо контролирую свои нервы и эмоции  (недоступная ссылка)
- Бутов, Сергей. Станислав Емельянов: «В ходьбу меня привел министр». Спорт-Экспресс (28 июля 2010).